# Dyscia phthinopora
Dyscia phthinopora är en fjärilsart som beskrevs av Hans Reisser 1962. Dyscia phthinopora ingår i släktet Dyscia och familjen mätare. Inga underarter finns listade i Catalogue of Life.